# Chrysogaster cemiteriorum
Chrysogaster cemiteriorum är en tvåvingeart som först beskrevs av Carl von Linné 1758.  Chrysogaster cemiteriorum ingår i släktet ängsblomflugor, och familjen blomflugor.
Artens utbredningsområde är Sverige. Inga underarter finns listade i Catalogue of Life.